# Marie-Pierre Lamarche
Marie-Pierre Lamarche (* 20. Oktober 1968 in Québec) ist eine ehemalige kanadische Eisschnellläuferin.

## Sportliche Laufbahn
Lamarche trat international erstmals bei den Juniorenweltmeisterschaften 1985 in Røros in Erscheinung, wobei sie den 23. Platz im Mini-Mehrkampf errang. In den folgenden Jahren belegte sie bei den Juniorenweltmeisterschaften 1986 in Strömsund den 22. Platz im Mini-Mehrkampf und bei den Olympischen Winterspielen 1988 in Calgary den 25. Rang über 1000 m. Zudem nahm sie in der Saison 1986/87 und 1987/88 an zehn Läufen im Eisschnelllauf-Weltcup teil und erreichte im Dezember 1987 in Calgary mit dem 13. Platz über 3000 m ihre beste Platzierung in dieser Rennserie. Ihr Bruder Ben Lamarche war ebenfalls als Eisschnellläufer aktiv.

## Persönliche Bestleistungen
| Disziplin | Zeit        | Datum             | Ort     |
| --------- | ----------- | ----------------- | ------- |
| 500 m     | 42,17 s     | 28. Januar 1989   | Calgary |
| 1000 m    | 1:24,46 min | 20. Januar 1988   | Calgary |
| 1500 m    | 2:12,29 min | 28. Dezember 1987 | Calgary |
| 3000 m    | 4:40,87 min | 4. Dezember 1987  | Calgary |
| 5000 m    | 8:10,67 min | 27. Dezember 1987 | Calgary |